# شیلا ماکوتو
شیلا ماکوتو (انگلیسی: Shiela Makoto؛ زادهٔ ۱۴ ژانویهٔ ۱۹۹۰) یک فوتبالیست پست دفاعِ اهل زیمبابوه است. وی بازیکن تیم ملی فوتبال بانوان زیمبابوه و نماینده این کشور در بازی‌های المپیک تابستانی ۲۰۱۶ بود.
ماکوتو در یک خانواده تهیدست هفت نفره بزرگ شد. وی در سال ۲۰۱۶ میلادی برای تیم بلو سوالوس کویینز بازی کرد. او در سوئیس آموزش دیده و هزینهٔ تحصیلاتش با فوتبال تأمین شد.